# 塔蘭吉特·辛格·桑杜
塔蘭吉特·辛格·桑杜·瑟蒙德里（1963年1月23日—），印度政治家，印度人民黨黨員，前外交官，曾任印度駐斯里蘭卡高級專員、印度駐美國大使。

## 生平
1963年1月23日，塔蘭吉特·辛格·桑杜出生於印度旁遮普邦阿姆利則塔爾恩塔蘭縣的教育家家庭。桑杜的祖父泰贾·辛格·瑟蒙德里是锡克教谒师所改革运动的重要人物，曾创办學校和報紙。父親比申·辛格·瑟蒙德里是古鲁那纳克·德夫大學创始副校长，母亲杰格吉特·考尔·桑杜（ਜਗਜੀਤ ਕੌਰ ਸੰਧੂ）也在教育领域做出了贡献。
桑杜早年于萨纳瓦尔劳伦斯学校求学，后毕业于德里圣史蒂芬学院历史系，此后又在贾瓦哈拉尔·尼赫鲁大学深造，取得国际关系硕士学位。

### 外交生涯
1988年，桑杜开始自己的外交生涯，1990年至1992年间，桑杜历任印度驻苏联使团的三等秘书（政治）和二等秘书秘（商务）。苏联解体后，他被派往新开设的驻乌克兰大使馆，在1992年到1994年间，担任驻基辅印度大使馆的政治和行政部门的负责人。1995年12月至1997年3月，在印度外交部担任新闻关系特别助理，负责与在印度的外国媒体联络。1997年至2000年，他在驻华盛顿特区印度大使馆担任一等秘书（政治），负责与美国国会联系。他在改善1998年印度核试验后恶化的美印关系方面发挥了重要作用，并在美国国会通过一项谴责巴基斯坦在卡吉尔战争中角色的决议时发挥了关键作用。
2000年12月至2004年9月，桑杜在科伦坡的印度高级专员署担任政治组负责人。2005年7月至2009年2月，在纽约的印度常驻联合国代表团任职。2009年3月至2011年8月，担任印度外交部联合国事务联合秘书。2011年9月至2013年7月，担任驻法兰克福印度总领事。2013年7月至2017年1月，担任驻华盛顿特区印度大使馆副馆长。2017年1月至2020年1月，担任印度驻斯里兰卡高级专员。桑杜在2019年印度政府通過一項將被禁止前往印度旅行的錫克教外國公民黑名單人數從314人削減到2人的決定中發揮了重要作用。

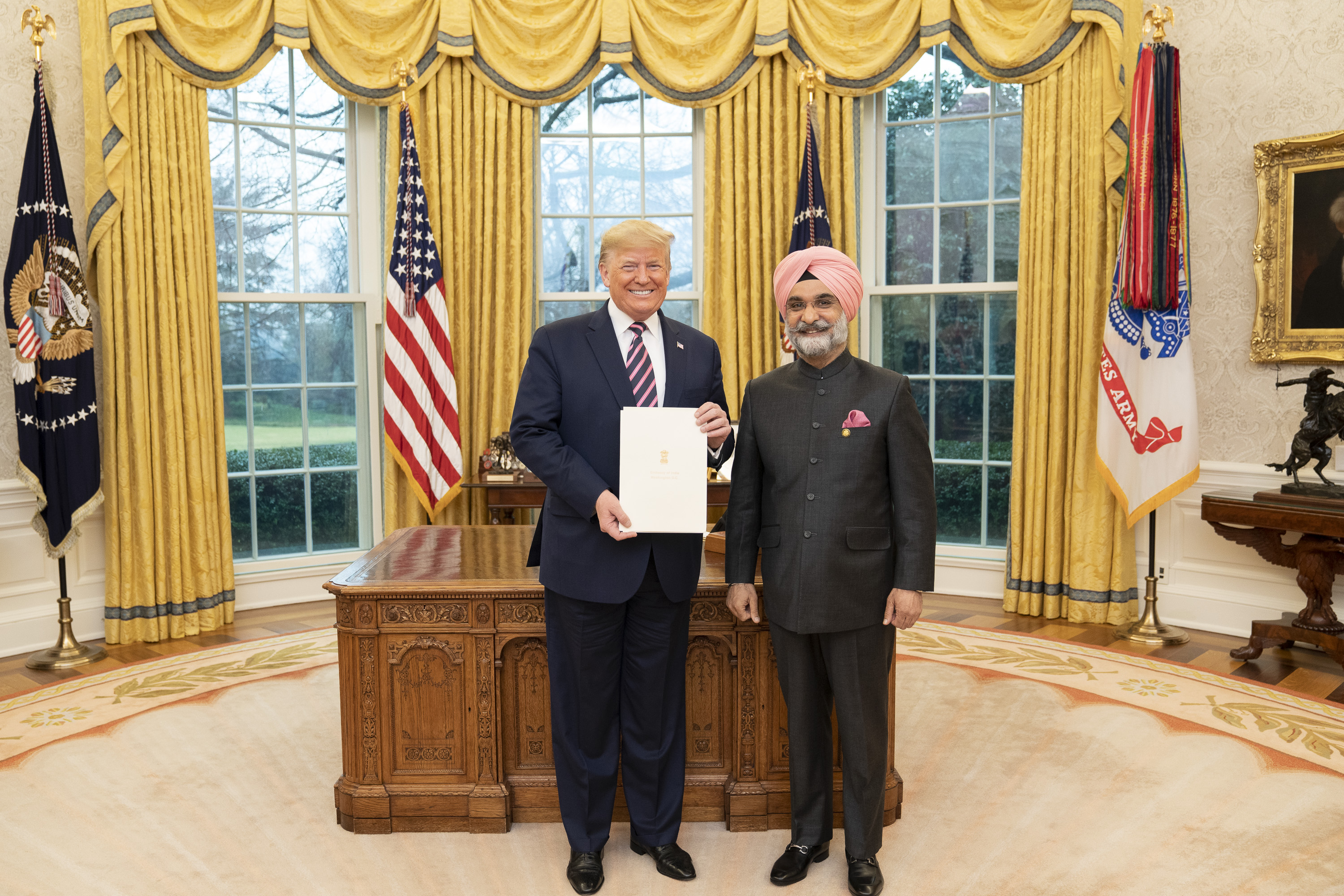
桑杜向特朗普總統遞交國書

2020年1月28日，印度政府任命桑杜为新任印度驻美国大使。桑杜於2月3日就任，并于2月6日向美国总统特朗普递交国书。桑杜以其在美国政界和行政机构中的跨党派广泛人脉而闻名，他被认为在组织2023年6月印度总理纳伦德拉·莫迪对美国的国事访问以及9月美国总统乔·拜登对印度的访问中发挥了关键作用。卡内基国际和平基金会研究员阿什利·J·特利斯称赞桑杜是一位“了不起”的大使。
桑杜原定于2023年1月退休，印度政府鉴于与美国关系的重要性、桑杜与关键对话者的互动和其对华盛顿政治的掌握给予了一年延期。2024年2月1日桑杜退休，结束自己的35年的职业生涯。

### 進入政壇
退休后，桑杜于2月23日（其祖父诞辰纪念日）开始，与阿姆利则各界人士接触，引起了关于他可能进入政界的猜测。3月，桑杜加入印度人民黨，桑杜表示，莫迪總理是一位注重發展的領導人，自己希望這一發展惠及自己的家鄉阿姆利則。
桑杜以印度人民黨候選人身份參與2024年阿姆利則選區的人民院選舉。桑杜提出，自己的基本目標將是阿姆利則的發展，而阿姆利則面對的問題包括治安惡化、毒品問題、環境污染和低生產力、收入和就業率。桑杜與海外印度人合作發起了Viksit Amritsar倡議，由海外印度裔提供資金，幫助阿姆利則的初創企業和發展型企業家。桑杜做出的其他承諾包括加強毒品管制，獲取外國技術和醫療援助，建設戒毒康復中心；改善交通運輸以擴大產品出口；發展旅遊業。最終桑杜以第三的得票數落選，印度国民大会党候选人古尔吉特·辛格·奥杰拉赢得席位。

## 爭議
2023年，時任駐美國大使的桑杜在訪問紐約長島希克斯维尔謁師所時，遭支持卡利斯坦運動（錫克教分離主義運動）的人羣質問，後者指責桑杜在刺殺卡利斯坦運動活動人士哈迪普·辛格·尼贾尔一案中發揮了作用，並指控他密謀刺殺另外一位活動人士古尔帕特万特·辛格·潘农。加拿大政府與許多錫克教活動人士指責印度政府參與了刺殺尼贾尔。
2024年，美加雙重國籍卡利斯坦運動活動家古尔帕特万特·辛格·潘农在一段影片中向剛剛加入印度人民黨的桑杜發出威脅，指責桑杜參與暗殺尼贾尔，並懸賞250萬盧比給任何「針對」桑杜的人。

## 個人生活
妻子丽娜特·桑杜同爲印度外交官，曾任印度駐義大利和聖馬力諾大使、印度駐荷蘭大使等職。